# Isidro Lángara
Isidro Lángara Galarraga (25 tháng 5 năm 1912 ở Pasaia, Gipuzkoa – 21 tháng 8 năm 1992 ở Andoain) là một cựu cầu thủ bóng đá người Tây Ban Nha đến từ Xứ Basque chơi ở vị trí tiền đạo. Ông đã thi đấu 12 trận cho đội tuyển bóng đá quốc gia Tây Ban Nha, ghi được 17 bàn thắng.